# La Pierre Dorée
La Pierre Dorée war die Marke eines französischen Industriekäses aus roher Ziegen- oder Kuhmilch, der von der Union des Sociétés Coopératives Fromagères Françaises (SCOFF, früher Bourdin, heute landwirtschaftliche Genossenschaft (Coopérative agricole) Valcrest) in Givors im Département Rhône hergestellt wurde.

## Herstellung
Es handelte sich um einen Käse aus Rohmilch mit 60 % Fett, in Kegelstumpfform, die höher als breit und ungleichmäßig war. Seine goldene Farbe erinnerte an die goldenen Steine, die für Gebäude im Beaujolais verwendet wurden, und begründete so seinen Namen.